# 欧盖斯
欧盖斯（法語：Auguaise，法語發音：[oɡɛz] ⓘ）是法国奥恩省的一个市镇，位于该省东北部，属于莫尔塔涅欧佩什区。

## 地理
欧盖斯（48°42'5"N, 0°33'15"E）面积2.25 平方千米，位于法国诺曼底大区奧恩省，该省份为法国西北部内陆省份，北起顺时针与卡爾瓦多斯省、厄尔省、厄尔-卢瓦省、萨尔特省、马耶讷省和芒什省接壤。
与欧盖斯接壤的市镇（或旧市镇、城区）包括：布勒泰勒、埃科尔塞、拉费里耶尔-欧杜瓦延、勒梅尼勒贝拉尔、莱萨斯普尔。

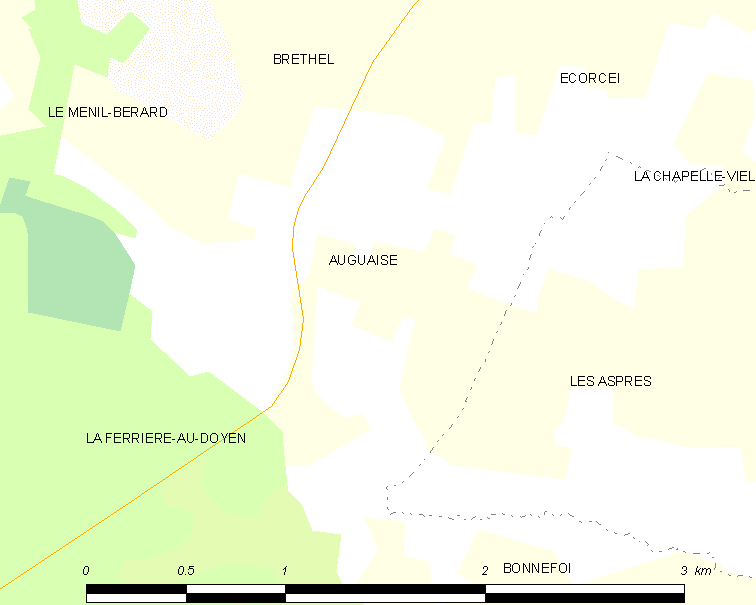
欧盖斯的OSM定位图

欧盖斯的时区为UTC+01:00、UTC+02:00（夏令时）。

## 行政
欧盖斯的邮政编码为61270，INSEE市镇编码为61012。

## 政治
欧盖斯所属的省级选区为图鲁夫尔欧佩什县。

## 人口

1962-2008年间欧盖斯人口变化图示

欧盖斯于2022年1月1日时的人口数量为197人。